# Laelia schultzei
Laelia schultzei là một loài thực vật có hoa trong họ Lan. Loài này được (Schltr.) J.M.H.Shaw mô tả khoa học đầu tiên năm 2008.